# Henry Bathurst (1762-1834)
Henry Bathurst, de 3e graaf van Bathurst, KG PC (22 mei 1762 – 27 juli 1834) was een Brits conservatief politicus. Hij oefende in de eerste decennia van de 19e eeuw een belangrijke invloed uit op het Britse buitenlandse en koloniale beleid.

## Familiale leven
Bathurst werd in 1762 te Londen geboren. Hij was het op een na oudste van de zes kinderen uit het huwelijk van Henry Bathurst, de 2e graaf van Bathurst, en diens tweede echtgenote Tryphena Scawen, dochter van Thomas Scawen of Maidwell.
Bathurst werd opgeleid aan het Eton College en studeerde af aan het Christ Church College.
Op 1 april 1789 huwde hij Georgiana Lennox, de dochter van Lord George Henry Lennox. Ze kregen samen zeven kinderen:
- Henry George (1790–1866), volgde Bathurst op als 4e graaf van Bathurst
- William Lennox (1791–1878), volgde Henry George op als 5e graaf van Bathurst[5]
- Louisa Georgina (1792–1874)
- Peter George Allen (1794–1796)
- Seymour Thomas (1795–1834), wiens zoon Allen Alexander 6e graaf van Bathurst werd[5]
- Emily Charlotte (1798–1877), huwde Frederick Cavendish Ponsonby.
- Ds. Charles (1802–1842)

## Politieke loopbaan
Bathurst, toen nog als Lord Apsley aangesproken, zetelde vanaf 1773 in het Britse Lagerhuis. Hij maakte deel van het kabinet door de belangrijke functies die hij dankzij zijn persoonlijk vriendschap met William Pitt de Jongere bekleedde. Zo zetelde Bathurst van 1783 tot 1789 in de Admiraliteit van Engeland en oefende hij van 1789 tot 1791 de functie van 'Lord of the Treasury' (schatkistbewaarder) uit.
Bathurst verliet het lagerhuis in 1794, doordat hij zijn vaders titel erfde en 3e graaf van Bathurst werd. Van 1793 tot 1802 leidde Bathurst de 'India Board'. Van 1804 tot 1806 was hij 'Master of the Mint' ( minister van financiën), en van 1807 tot 1812 'President of the Board of Trade' (minister van handel). In 1809 was Bathurst enkele maanden 'Foreign Secretary' (minister van buitenlandse zaken). Hij was nauw betrokken bij het afschaffen van de slavenhandel. Bathurst was voor een betere behandeling van de slaven in de kolonies maar geen voorstander van de afschaffing van de slavernij.
In juni 1812 werd Bathurst 'Secretary for War and the Colonies' (minister van oorlog en koloniën), onder Robert Jenkinson, en zou dat blijven tot diens aftreden in 1827. Bathurst reorganiseerde het 'Colonial Office'. Hij had een positieve invloed op het verloop van de Spaanse Onafhankelijkheidsoorlog. Bathurst steunde tijdens de laatste coalitieoorlogen de koloniën die zich inzetten om Napoleon Bonaparte te bestrijden. De Oorlog van 1812 in Noord-Amerika kwam voor Bathurst maar op de tweede plaats.
In 1817 stelde Bathurst een 'Commission of Inquiry' (onderzoekscommissie) naar Australië in omdat de kolonie te veel kostte, en om de gevangenentransporten en de behandeling van gevangenen nader te beschouwen. De drie daaruit voortkomende onderzoeksrapporten van John Thomas Bigge, deden Bathurst besluiten de gevangenentransporten verder te zetten. De transporten mochten niet gehumaniseerd worden, dienden hun afschrikwekkend effect te behouden. Hij beval wel een bestuurlijke reorganisatie en veranderingen aan de regels voor het toekennen van land. Bathurst werd dat jaar ridder in de Orde van de Kousenband ('Knight of the Garter').
Van 1828 tot 1830, tijdens de regering van de 1e Hertog van Wellington, bekleedde Bathurst de sinecure 'Lord President of the Council' (voorzitter van de kroonraad). Hij was voorstander van de Rooms-katholieke emancipatie maar tegen de hervormingswet van 1832.

## Nalatenschap
Bathurst stierf na een korte ziekte op 27 juli 1834. Zijn echtgenote en verscheidene kinderen overleefden hem.
Verscheidene plaatsen werden naar Bathurst vernoemd (een selectie):
- het voormalige 'Bathurst County' in New South Wales
- de stad Bathurst in New South Wales
- Bathursteiland in Australië
- Bathursteiland in Canada
- de stad Bathurst in Canada
- de plaats Bathurst in Zuid-Afrika
- Gambia's hoofdstad Banjul werd oorspronkelijk Bathurst genoemd.

- Australian Dictionary of Biography: bathurst-henry-1751
- Bibliothèque nationale de France: cb136162971 (data)
- Gemeinsame Normdatei: 121022420
- International Standard Name Identifier: 0000 0000 7373 8760
- Library of Congress Control Number: n87933614
- Nationale Bibliotheek van Israël: 987007388962105171
- Nederlandse Thesaurus van Auteursnamen: 073311790
- SNAC: w6jq1z91
- Système universitaire de documentation: 059095695
- Trove: 1219473
- Virtual International Authority File: 37762883
- WorldCat: E39PBJwmW3pH6HKXCFxbgg7bVC